# بيدرو غوميز غوميز
بيدرو غوميز غوميز (بالإسبانية: Pedro Gómez Gómez)‏ هو سياسي مكسيكي، ولد في 28 يناير 1970 في تشياباس في المكسيك. حزبياً، نشط في الحزب الثوري المؤسساتي. وقد انتخب عضو مجلس النواب المكسيك.